# Michael Rubenfeld
Michael Rubenfeld – kanadyjski artysta, aktor teatralny i filmowy, producent artystyczny.
Zaangażowany przede wszystkim w projekty teatralne - gra jako aktor w sztukach, ale jest też producentem artystycznym CanadaHub oraz SummerWorks Festival i autorem spektaklu We keep coming back. W 2022 jury Międzynarodowego Festiwalu Teatralnego Boska Komedia przyznało nagrodę specjalną jemu oraz Marcinowi Wierzchowskiemu jako twórcom spektaklu Alte Hajm/Stary dom.
Jest dyrektorem alternatywnego festiwalu żydowskiego FestivALT organizowanego w Krakowie. Jest twórcą lub współtwórcą licznych projektów artystycznych, m.in. projektu Żyd na szczęście odnoszącego się do motywu Żyda z pieniążkiem.
Od 1 kwietnia 2015 żonaty z Magdaleną Koralewską – ceremonia w krakowskiej Synagodze Starej została określona jako pierwszy postępowy ślub w Krakowie od czasów II wojny światowej.

## Filmografia
- 2025 - Putin (film)
- od 2021 – Na Wspólnej
- 2021 – WESEלE
- 2015 – Nastoletnia Maria Stuart
- 2014 – Nowe gliny
- 2012 – Kamuflaż
- 2012 – W garniturach
- 2011 – Punkt krytyczny
- 2007 – Til Death Do Us Part
- 2006 – Oczy Angeli (Angela's Eyes)
- 2006 – Zabójczy numer (Lucky Number Slevin)
- 2005 – Miłosna zagrywka (Fever Pitch)
- 2005 – Przepis na idealne święta (Recipe for a Perfect Christmas)
- 2004 – Crown Heights
- 2003 – Rekrut (The Recruit)
- 2003 – Syndrom
- 2002 – Summer